# کرورفیلیا

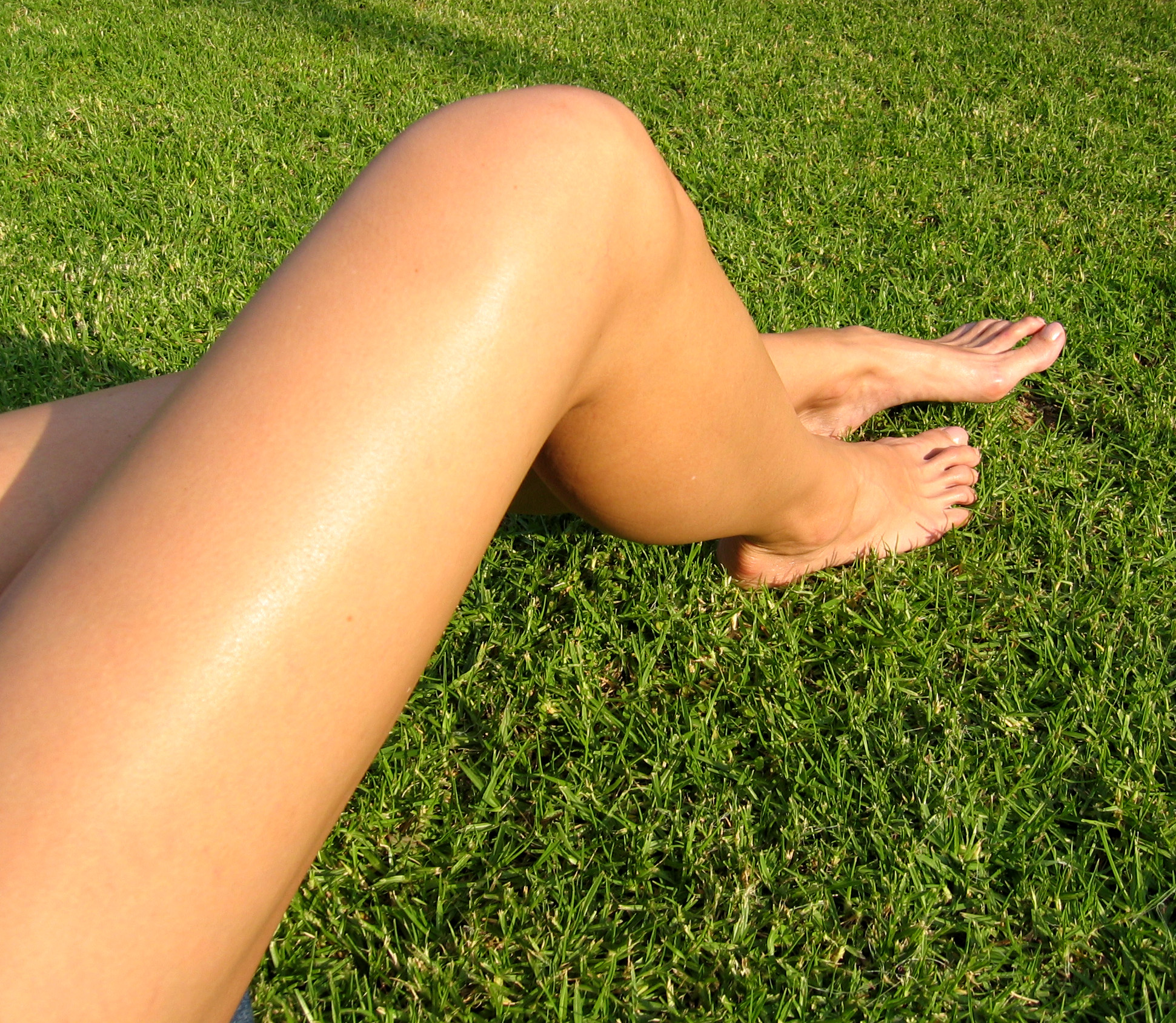
پاهای یک زن(leg fetish)

کرورُفیلیا (به انگلیسی: crurophilia) یا فِتیشیسم لِنگ (به انگلیسی: leg fetishism)، فتیشیسمی جنسی پیرامون علاقه به نقاط به‌خصوصی از لنگ است. در این فتیش نواحی خاصی مانند سرین، کشاله، ران، زانو، ساق، پشت ساق، قوزک، پاشنه، کف و انگشتان پا بر دیگر اندام‌های بدن ارجهیت جنسی دارند و در نوع شدید تر آن تنها نواحی هستند که تحریک جنسی خواهند کرد. کروروفیلی اغلب با توجه به ترجیحات فرد در پوشیدن لباس، با سایر فتیش‌ها در ارتباط است. افراد دارای کروروفیلی ممکن است تمایل به دیدن سوژه خود در لباس‌های خاصی داشته باشند، مانند شورت، دامن، چکمه‌های بلند تا روی ران و جوراب ساق بلند.تفاوت فوت فتیش با لگ فتیش در این است در فوت فتیش منظور از پا از مچ به پایین را شامل ودر لگ فتیش ساق وران را شامل میشود.

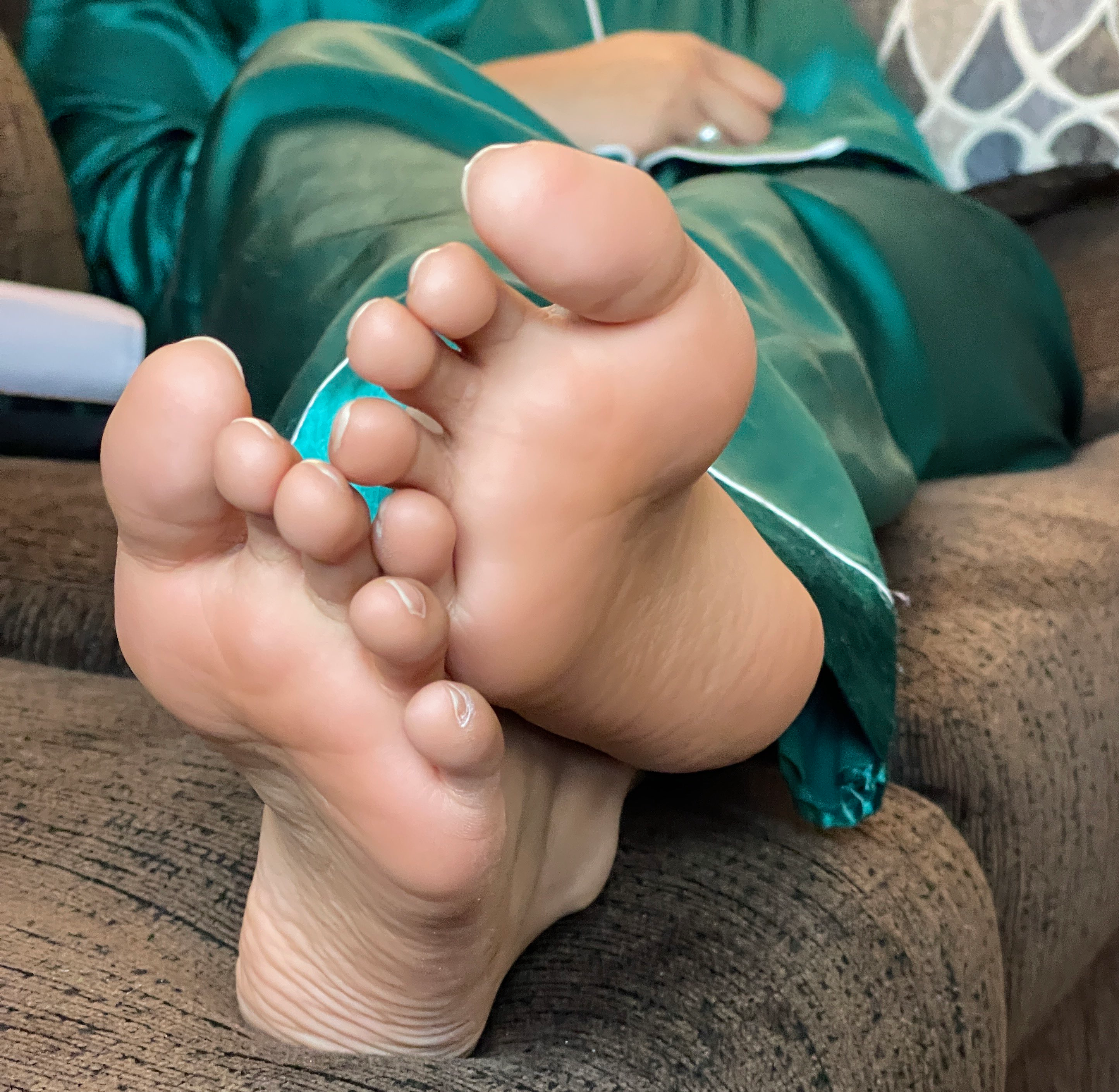
کف پای یک زن(foot fetish)

## مشخصات
کروروفیلی، پارتیالیسمی محسوب می‌گردد که در آن فرد از نظر جنسی جذب پاهای فرد می‌شود. حالت رایج این گرایش ممکن است شامل علاقه به تماس فیزیکی با پاها یا تنها به عنوان یک خیال‌پردازی جنسی، از راه دور باشد.
کروروفیلی‌ها را می‌توان با توقعات سختگیرانه‌شان بر روی زنان شناخت. به منظور مطابقت با معیارهای اجتماعی غربی، از زنان انتظار می‌رود تا برای داشتن ظاهری پاک‌تر و زنانه‌تر، پاهای خود را تراشیده و از نرم‌کننده‌های پوست استفاده کنند. مردانی که گفته می‌شود کروروفیلی دارند پاها را به عنوان جذاب‌ترین قسمت از بدن زنان و فمبوی‌ها، بخاطر طبیعت اغواگرانه‌شان، قلمداد می‌کنند.
اگرچه کروروفیلی به‌طور معمول بین مردان مشاهده می‌شود اما الزاماً پدیده‌ای که منحصر به یک جنسیت باشد، نیست. مطالعه‌ای در سال ۲۰۰۸ توسط محققان در دانشگاه وروکلا در لهستان، جامعه آماری شامل ۲۰۰ داوطلب زن و مرد را گرد هم آورد. به شرکت کنندگان تصاویری از افراد با قد یکسان اما طول پاهای متفاوت نمایش داده شد. تحقیقات آنها تأیید کرد که زنان و مردان هر دو پاهای بلندتر را جذاب می‌دانند. ترجیح اکثریت بر این بود که پاها ۵٪ طولانی‌تر از میانگین باشند و طول پای زنان ایدئال نیز ۱٫۴ برابر طول بدن فوقانی‌شان باشد. همان‌طور که توسط محقق اصلی پژوهش بیان شده‌است، "دلایل تکاملی خوبی برای چنین اولویتی وجود دارد. پاهای بلند نشانه سلامتی است." مارتی هاسلتون، استاد روان‌شناسی UCLA در این خصوص گفت: "ما می‌دانیم که داشتن پاهایی بلند چیزی است که مردان برای شرکایشان ترجیح می‌دهند. دریافتهای این تحقیق بدین شرح است که زنان پاهایی با ساق‌های کشیده را برای شرکایشان مورد توجه قرار می‌دهند." اگرچه طول پاها همیشه نشانه سلامتی نیست، اما مردم تمایل دارند برای داشتن ظاهری جذاب‌تر، پاهای بلندتری داشته باشند.

## پیشینه تاریخی و فرهنگی
مناطقی از بدن که از نظر جنسی مطلوب به نظر می‌رسند تحت تأثیر هنجارهای اجتماعی معاصر و شیوه‌های طراحی لباس شکل می‌گیرند. بخش درخور توجهی از مردان ویکتوریایی که به بالیدن به زانو و مچ پا مشهور بودند. این مسئله به دلیل حیای رایج در قرن نوزدهم بود، چرا که پاهای برهنه را به منزله رسوایی می‌انگاشتند.
در دوره مدرن، کروروفیلی اغلب به عنوان «محصول جانبی ناخودآگاه» توسط رسانه‌های غربی معرفی می‌شود. در حالی که بسیاری از فرهنگ‌های شرقی دیده شدن پاها در برابر عوام را رسوایی می‌دانند، در اکثریت قریب به اتفاق فرهنگ غربی دیده شدن پاها در محافل عمومی امریست عادی و پذیرفته شده. در بسیاری از کشورها، شلوارکهایی که به زانو یا زیر زانو می‌رسند، متعادل در نظر گرفته می‌شوند. با این وجود، بیشتر رسانه‌های غربی ترجیحشان متوجه ران‌های زنان است. یک مطالعه در مورد تصاویر جنسی در تبلیغات مجلات نشان داد که در سال ۲۰۰۳، ۷۸٪ از ظاهر زنان در آگهی‌های مجله جنبه جنسی داشتند و اکثرشان هم مربوط به دسته‌بندی «شورت‌های بسیار کوتاه» بودند. این تعامل مداوم با رسانه هاست که برخی‌ها را به سمت گرایش به پاها سوق می‌دهد.
پذیرش اجتماعی گسترده زنانی که پاهای خود را در ملاء عام نشان می‌دهند، می‌توانند به‌طور ناخودآگاه بر درک مردان تأثیر بگذارند. در یک مطالعه در سال ۱۹۸۱، هر دو گروه زنان و مردان اولین برداشتهای خود را از متقاضیان مشاغل زن در ۱۲ لباس ارزیابی کردند. این مطالعه تأکید می‌کند که، «افراد مذکر زنان در شورت و دامن‌های کوتاه را از نظر جسمی جذاب‌تر و دوست داشتنی‌تر از زنان با لباس معمولی می‌دیدند.»